# Павло (жупан Рашки)
Павло I (серб. Павле Брановић; *бл. 870 — †921) — жупан (князь) Рашки (Сербії) у 917—921 роках.

## Життєпис
Походив з династії Властимировичів. Син Брана, онук Мутімира, князя Рашки. Народився близько 870 року. Був вже православним. У 891 році разом з батьком вимушений був тікати до Хорватії. У 894 році Бран загинув. Згодом перебрався до Болгарії, де панував імператор Симеон I Великий. Останній боровся проти Візантії та його союзника Петро, жупана Рашки.
У 917 році на чолі болгарського загону Павло виступив проти князя Петра, але зазнав поразки. Втім, того ж року болгари перемогли Петра й Павло став новим жупаном Рашки.
На початку свого панування Павло зберігав союзницькі стосунки з Болгарією. У 920 році він захопив свого родича Захарію, якого було спрямовано візантійцями до Рашки для здобуття трону. Захарію було відправлено до Болгарії.
У 921 році невдоволений посилення болгарського царя Павло перейшов на бік Візантійської імперії. У відповідь Симеон I відправив проти Рашки свої військ. В цій боротьбі князь Павло зазнав поразки й загинув. Новим володарем став Захарія.